# Театр яда
«Театр Яда» — музыкальная группа, работающая в экспериментальном жанре. Группа характеризует свою музыку как «психореализм» или «постнигилизм», а некоторые критики считают, что проще всего охарактеризовать стиль группы через живопись. Альбом «Лучевые машины» журналом об экспериментальной музыке fulldozer.ru был назван лучшим релизом 2001 года. После смерти вокалиста Яна Никитина в 2012 году фактически прекратила своё существование.

## Состав
- Ян Никитин — голос, тексты, инструментарий, шумы. Умер 8 октября 2012 г. .
- Сергей Зарослов — гитара.
- Павел Дореули — клавиши.
- Александр Умняшов — ударные.

### Бывшие участники
- Петр Молчанов — перкуссия.
- Евгений Вороновский — скрипка.
- Юлия Баскакова.

## Дискография

### Альбомы
- 1997 — «Моменты моря»
- 1999 — «Чёрный портной надрезал яблоко оборотня сторон»
- 1999 — «Вживую мёртвую(live compilation)»
- 2000 — «Live In GRANI (10.04.1999)»
- 2000 — «Дисконекто (24.12.2000)»
- 2000 — «Дари мне улей (Special for Paul)»
- 2001 — «Лучевые машины»[8][9]
- 2001 — «Themes»
- 2001 — «Версии(апрель 2001+09.05.2001)»
- 2004 — «Ленточные магниты (B-sides 2000—2004)»
- 2004 — «Хруст Ос. Кирзовый Цветок»[5]
- 2006 — «В истоке обобщения — окольцованный круг (b-sides)»
- 2006 — «Катакомбные записи (2001—2006, low-fi, tapes)»
- 2006 — «Нигде не найдя иссякшее прежнее (на подступах к хрусту ос и при отступлении) [b-sides, отвергнутые и затерянные песни]»
- 2006 — «Строительный мраморный мусор (B-sides, сомнительные и отвергнутые в своё время песни)»
- 2008 — «Помещённые навытяжку невзрачности (B-sides 2005—2008)»
- 2008 — «Намордник Нарцисса. Рвано Радуешься. (НН РР)»
- 2008 — «Военно-Воздушные Записи. Темы.»
- 2008 — «Мизантрапеция; глазДАглаз»
- 2009 — «…9.6.9… (вживую)»
- 2010 — «17 июля ann: ян — концерт в галерее „грань“ (спб) акустика (бутлег)»
- 2012 — «Куда Менее Заметные Фигуры. часть 1»

### Сольные и совместные проекты Яна Никитина
- Ян Никитин — «Два ('93—'94 tapes)» (1994)
- Ян Никитин — «Акустикасукакиттик» EP (1994)
- Ян Никитин — «УндерГауди фаааккк (30—31.12.1994)» (1994)
- Ян Никитин — «Жестяная ночь (2—4.1.1995)» (1995)
- Ян Никитин/П. Дореули — «Злоключейная дегустанта» (1997)
- Ян Никитин/Julie — «Нахилль (sessions)» (2000)
- Ян Никитин — «Затем, по мере приближения» EP (2002)
- Ян Никитин — «Нас оступили гулко» EP (2002)
- Ян Никитин — «Энцефалит» EP (2002)
- Ян Никитин/Беккет/Comandore Silentio (Молчанов) — «Курс к наилучшему худшему» EP (2002)
- Ян Никитин — «Детский» EP (2003)
- Ян Никитин/С. Зарослов — «Псевдо» EP (2003)
- Ян Никитин — «Патология голоса изо рта» EP (2003)
- Ян Никитин — «Пламенный грифель крошится» (2005)
- Ян Никитин — «Пустыня широкой огласки» (2008)

### Совместные проекты группы
- «За „быть“ (With Hakamada Group — Fucker’s noise)» (2000)
- «ann: ян(3й рим)/i.m.m.u.r.e(спб)» (2009)
- «Театр яда/УмляУт/radio klebnikov — Люблю. Целую. Peве» (2011, посвящён 88-летию Герарда Реве)

### Видео
- На песню «Лицеприятель для применений новой радости» Кол Белов в 2004 году сделал мультфильм под названием «Das Produkt»[10].